# Mary (provins)

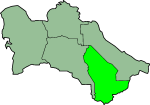
Marys läge i Turkmenistan

Mary (turkmeniska: Mary welaýaty) är en provins (welayat) i Turkmenistan vars huvudstad också  heter Mary. Provinsen hade 1 480 400 invånare år 2005, på en yta av 87 150 km².

## Distrikt
Provinsen är indelad i 12 distrikt (etraplar; singular etrap) och en stad (il)  :
- Baýramaly (stad)
- Baýramaly
- Garagum
- Mary
- Murgap
- Oguzhan
- Sakarçäge
- Serhetabat
- Tagtabazar
- Türkmengala
- Wekilbazar
- Ýolöten